# Тонелево (Минский район)
Тонелево (бел. Тане́лева) — деревня в Минском районе Минской области Республики Беларусь. В составе Шершунского сельсовета.

## География
Пролегает дорога Н8990.
Ближайшие населённые пункты Мидровщина, Хотяновщина, Шершуны и др.

## История
В 1783 году в деревне была построена церковь в честь Св. Николая.
В 1905 году в Радошковской волости Вилейского уезда Виленской губернии.

## Население

### Численность
- 2012 год — 5 жителей

### Динамика
- 1999 год — 11 жителей (перепись населения)
- 2009 год — 6 жителей (перепись населения)[3]
- 2012 год — 5 жителей